# Anthaya Charlton
Anthaya Charlton (* 28. Juli 2003 in Nassau) ist eine bahamaische Leichtathletin, die im Sprint und im Weitsprung an den Start geht. Seit 2025 ist sie Inhaberin des Landesrekordes im Weitsprung.

## Sportliche Laufbahn
Erste internationale Erfahrungen sammelte Anthaya Charlton bei den CARIFTA Games 2018 in Nassau, bei denen sie in 11,83 s den fünften Platz im 100-Meter-Lauf in der U17-Altersklasse belegte und im Weitsprung mit 5,64 m die Bronzemedaille gewann. Zudem wurde sie im Dreisprung mit 11,47 s Sechste und gewann mit der bahamaischen 4-mal-100-Meter-Staffel in 46,24 s die Silbermedaille. Im Jahr darauf siegte sie bei den CARIFTA Games in George Town in 11,51 s über 100 Meter sowie mit 5,81 m im Weitsprung und sicherte sich im 100-Meter-Hürdenlauf in 13,83 s die Bronzemedaille in der U17-Altersklasse. Anschließend siegte sie bei den U18-NACAC-Meisterschaften in Santiago de Querétaro mit 5,86 m im Weitsprung und belegte über 100 Meter in 12,02 s den siebten Platz. 2021 begann sie ein Studium an der University of Kentucky in den Vereinigten Staaten und 2023 schied sie bei den Zentralamerika- und Karibikspielen (CAC) in San Salvador mit 11,68 s im Vorlauf über 100 Meter aus. Im Jahr darauf wechselte sie an die University of Florida und im Januar 2025 sprang sie in der Halle 6,98 m und stellte damit einen neuen Landesrekord im Weitsprung auf. Im März belegte sie bei den Hallenweltmeisterschaften in Nanjing mit 6,57 m den sechsten Platz.
2024 wurde Charlton bahamaische Meisterin im Weitsprung.

## Persönliche Bestleistungen
- 100 Meter: 11,11 s (+0,4 m/s), 12. Mai 2023 in Baton Rouge
  - 60 Meter (Halle): 7,30 s, 10. Februar 2023 in Clemson
- Weitsprung: 6,98 m, 31. Januar 2025 in Fayetteville (bahamaischer Rekord)

## Persönliches
Auch ihr Vater David Charlton war als Leichtathlet aktiv, wie auch ihre Schwester Devynne Charlton.